# Генетический мономорфизм
Генетический мономорфизм — устаревшая гипотеза, согласно которой все гены в живом организме подразделяются на мономорфные (типичные для всех представителей данного вида) и полиморфные (варьирующие и тем самым предопределяющие внутривидовую изменчивость). Сформулирована советским генетиком Алтуховым Ю. П. в 1970-х годах, но дальнейшего развития не получила и в свете современных данных может считаться опровергнутой.
Согласно Алтухову, генетический материал вида можно разделить на полиморфную и мономорфную часть, при этом мономорфная часть составляет примерно две трети генетического материала. На этом основании Алтухов критиковал биологическую концепцию вида и концепцию постепенного (градуального) характера видообразования, придерживаясь типологической концепции вида и сальтационного видообразования.
Эти взгляды на двойственный характер организации генома и на видообразование Юрий Петрович опубликовал в двух статьях в журнале «Evolution» (1982, 1985). В дальнейшем он неоднократно возвращался к обсуждению этих вопросов, привлекая новые генетические данные, в том числе результаты последних экспериментальных исследований, открывающих инвариантные и видоспецифичные структуры на уровне ДНК. Данные, на которые опирался Алтухов, были получены с помощью нативного белкового электрофореза и устарели после появления методов расшифровки геномов. Явление генетического мономорфизма вида и двойственность структурной организации эукариотического генома удается обнаружить непосредственно на уровне ДНК методом ПЦР с неспецифическим праймером.

## Определение
В статье «Генетический мономорфизм видов и его возможное биологическое значение», Алтухов определяет генетический мономорфизм как «отсутствие изменчивости заведомо наследуемого признака на всём видовом ареале или же наличие в нем качественно отличающихся вариантов с частотой, не превышающей вероятность повторного мутирования».

## В креационизме
Российский автор-креационист С. В. Вертьянов ошибочно полагает, что явление генетического мономорфизма доказывает невозможность макроэволюции. В частности, утверждается: «мономорфные гены (их две трети) у разных организмов совершенно различные».

## Статьи
- Алтухов Ю. П., Рычков Ю. Г. Генетический мономорфизм видов и его возможное биологическое значение. // Журнал общей биологии. 1972. — Т. 33 № 3.
- Алексей Симонович Кондрашов.О генетическом мономорфизме Ю. П. Алтухова